# Manager (professioneel worstelen)
In het professioneel worstelen is een manager een persoonlijkheid die kayfabe, en daarom fictief, de belangen van een bepaalde professioneel worstelaar behartigt. Dit werd met name populair in de Verenigde Staten. De rol is vergelijkbaar met die van de manager uit pugilistiek ofwel professioneel boksen.  

## Betekenis
Een manager in het professioneel worstelen is over het algemeen eenieder (hij of zij) die tijdens een work — wat de naam is van een "wedstrijd" in het professioneel worstelen — de professioneel worstelaar in kwestie ondersteunt en ook aanmoedigt doch niet zozeer traint of heeft getraind. Doorgaans wordt de rol van manager gespeeld door een ervaren dan wel een gestopte professioneel worstelaar of ervaren persoonlijkheid uit het milieu. De manager wordt door een worstelorganisatie meestal ingeschakeld wanneer men de populariteit van een professioneel worstelaar bij het publiek wil vergroten. De manager hoeft niet noodzakelijk hij of zij te zijn die een worstelaar heeft getraind (i.e. zoals daar zijn de vereiste worstelbewegingen en interactieve technieken, zoals het publiek bespelen, heeft aangeleerd die allemaal nodig zijn op te treden als professioneel worstelaar), maar krijgt van een bepaalde organisatie de taak om met zijn ervaring promotie te maken voor de worstelaar met wie de organisatie al dan niet grote plannen heeft. De manager draagt in feite bij aan de waarde van de worstelaar.

## Voorbeelden
In de geschiedenis van het professioneel worstelen — meer bepaald sinds men deze vorm van sportentertainment in de Verenigde Staten op televisie uitzendt — passeerden vele bekende voorbeelden van managers die een grote invloed hadden op de carrière van bepaalde worstelaars en die de worstelaars waarvan sprake in veel gevallen ook helemaal op de kaart zetten. Uit het moderne professioneel worstelen van de 21e eeuw — en vanaf de jaren 2010 — is het bekendste voorbeeld wellicht Paul Heyman, voormalig eigenaar van de organisatie Extreme Championship Wrestling uit de vroege jaren 90. Heymans organisatie hield op te bestaan en hij verhuisde naar World Wrestling Entertainment als tv-figuur. Uitsluitend vertolkt hij in WWE de rol van manager. Heyman heeft gefungeerd als manager van achtereenvolgens Brock Lesnar, CM Punk, opnieuw Lesnar en sinds 2020 van Roman Reigns. Lesnar en Reigns zijn niet de grootste praters in de worstelring, maar Heyman houdt men verantwoordelijk voor het lanceren van hun carrière. In het geval van Reigns gebeurde dat zelf tamelijk spectaculair, aangezien Reigns berucht impopulair was onder fans van WWE. Nadat men Heyman als zijn manager in de programmatie boekte, veranderde Reigns' situatie. Anderzijds was Reigns een face (een protagonist), maar werd niet gesmaakt en zelfs uitgespuwd. Met Heyman als manager werd Reigns een heel (slechterik of antagonist) en leefde hij plotseling op en steeg bij fans in de achting. In de jaren 80 kende men in de persoon van Jimmy Hart en Bobby "The Brain" Heenan soortgelijke managers. Zelf worstelden ze niet of staan ze er althans niet om bekend. Eind jaren 90 begon Vince McMahon, eigenaar van World Wrestling Entertainment, de facto op te treden als manager van Dwayne Johnson (The Rock), wat diens populariteit ongekende hoogten bezorgde. Hoewel hij nooit officieel zijn manager werd genoemd, stond hij veelal in The Rocks hoek tijdens zijn rivalry met "Stone Cold" Steve Austin (NB: verhaallijn; begrip voor een kayfabe rivaliteit tussen twee worstelaars op televisie). Johnson noemde McMahon ook een vaderfiguur. Een opvallend voorbeeld, tevens uit de jaren 90, was Paul Bearer uit World Wrestling Entertainment. Hij speelde de pleegvader van The Undertaker en Kane en fungeerde ook als hun manager tijdens hun carrière.

## Bekende managers
- Paul Heyman: manager van Brock Lesnar, CM Punk  en Roman Reigns
- Paul Bearer: manager van The Undertaker, Kane en "Mankind" Mick Foley
- Sensational Sherri: manager van Shawn Michaels
- Miss Elisabeth: manager van Randy Savage
- Bobby Heenan: manager van King Kong Bundy en André the Giant
- Jimmy Hart: manager van Hulk Hogan, Jerry Lawler, Greg Valentine en Ted DiBiase sr.
- Karen Jarrett: manager van Jeff Jarrett en Kurt Angle
- Ric Flair: manager van Triple H, Randy Orton en Batista
- Dutch Mantel: manager van Justin Hawk Bradshaw
- Mr. Fuji: manager van Yokozuna, Demolition, Kamala en vele anderen